# Bojadisarski broć
Bojadisarski broć (broć pitomi, broć veliki, pravi broć, broć crveni, lat. Rubia tinctorum), biljka je iz porodice Rubiaceae. Tradicionalno se koristila za bojenje tkanina i kože, a koristila se i kao ljekovita biljka. Na južnoslavenskim prostorima, još se od predkršćanskih vremena korijen biljke upotrebljava za bojanje pisanica. Stari Egipćani, Grci i Perzijanci također su poznavali ovu biljku.

## Povijest uzgoja u srednjoj Europi i na Orijentu
Biljka je za uzgoj preporučena već u kapitularima Karla Velikog. U srednjem vijeku uzgajana je većinom u Nizozemskoj i Alzasu. U devetnaestom stoljeću proizvodnja počinje naglo opadati, nakon pronalaska katranskih boja (alizarin 1869.).
Na Orijentu, a najčešće u Turskoj i Indiji, tradicionalno se koriste složene tehnike bojenja ovim prirodnim bojilom.